# Infiniti
Infiniti — марка автомобілів класу «люкс», яка належить японській компанії Nissan. Автомобілі Infiniti офіційно продаються в США, Канаді, Мексиці, країнах Близького Сходу, Південній Кореї і Тайвані, а з 2007 року в Україні. З моменту заснування марки в 1989 році продано понад мільйон автомобілів.

## Сучасний модельний ряд
- Infiniti QX50 — кросовер
- Infiniti QX55  — купе-кросовер
- Infiniti QX60 — семимісний кросовер, аналог Nissan Pathfinder
- Infiniti QX80 — позашляховик, аналог Nissan Armada і Nissan Patrol   - QX50

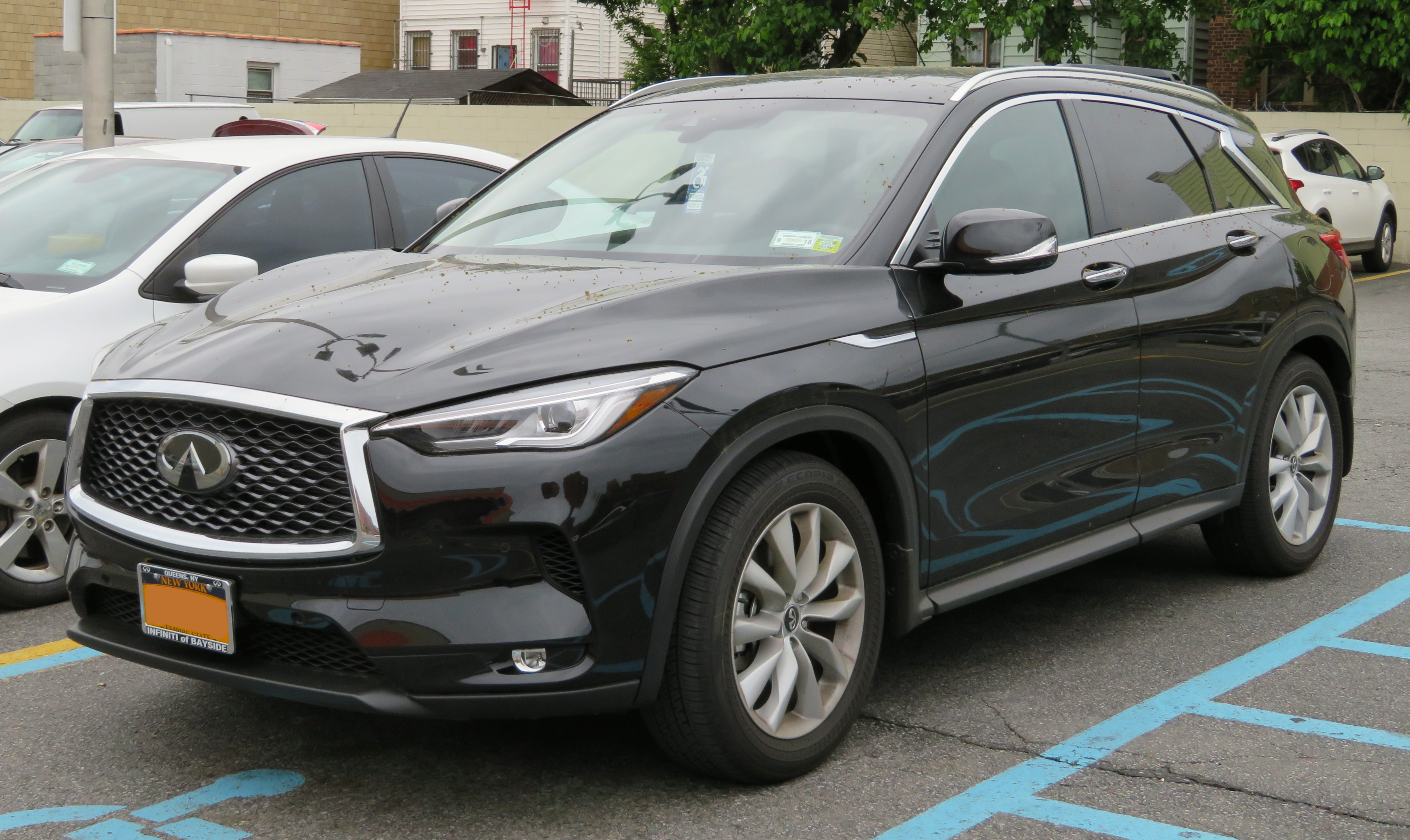
QX50
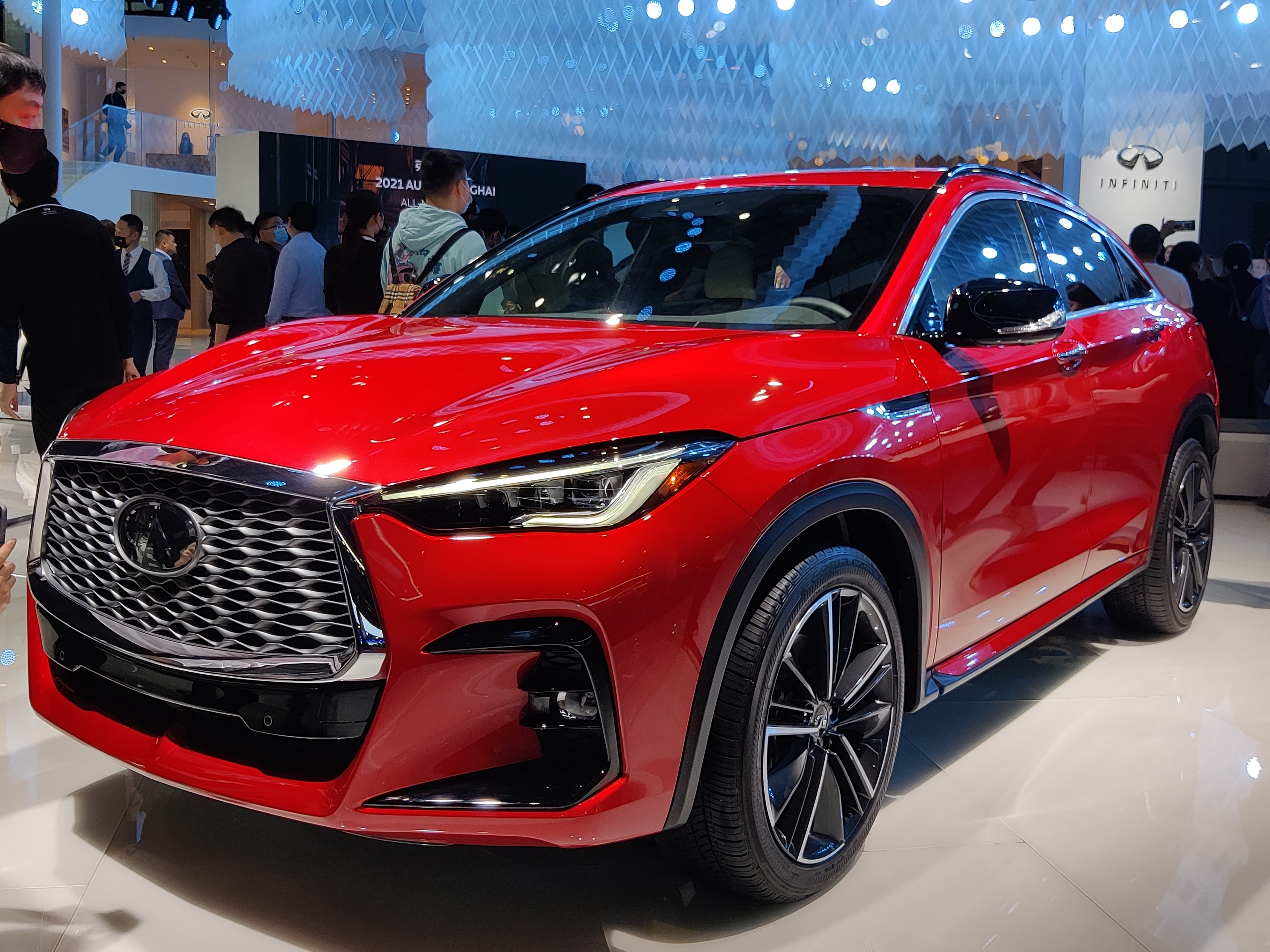
QX55
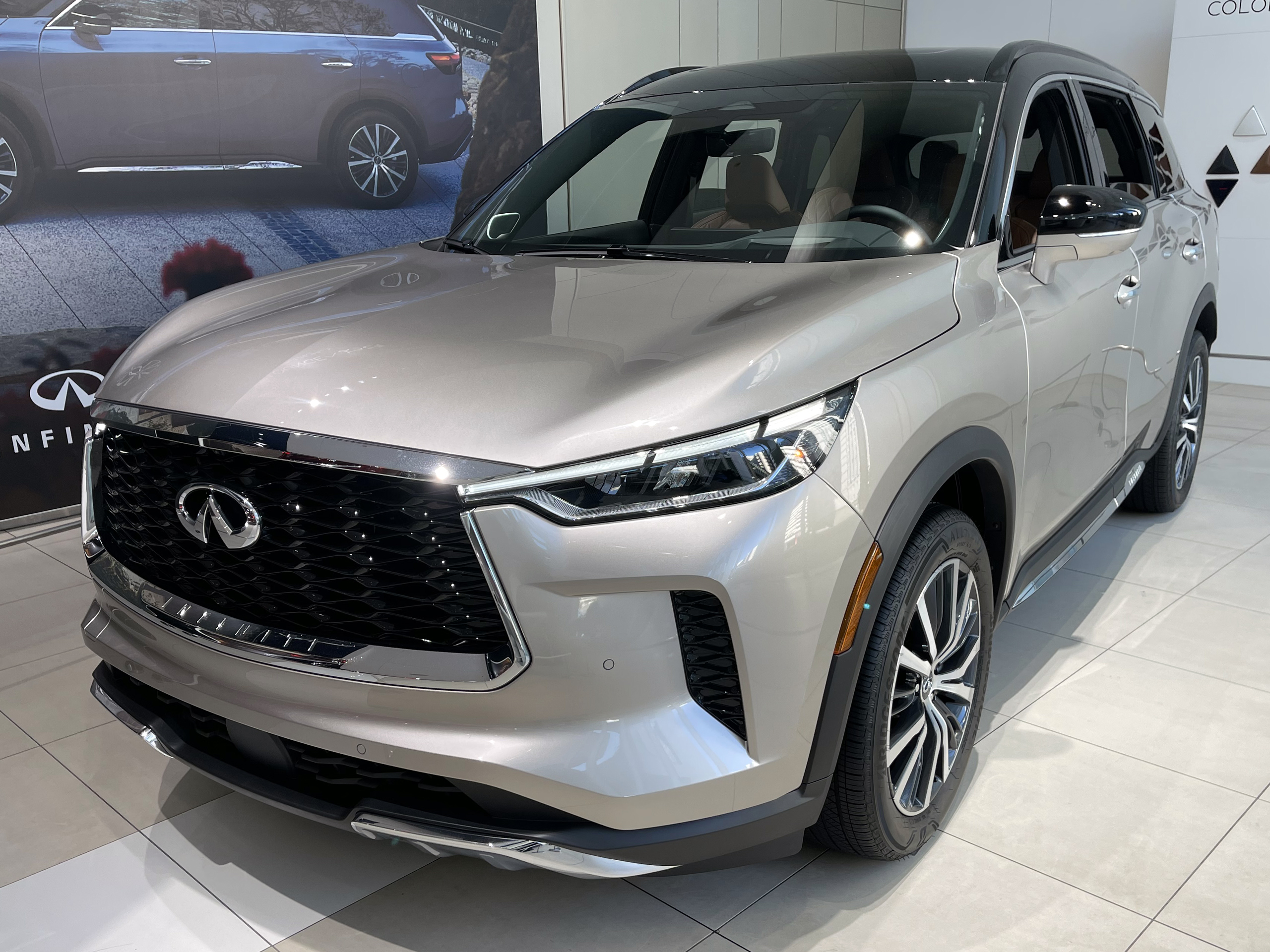
QX60
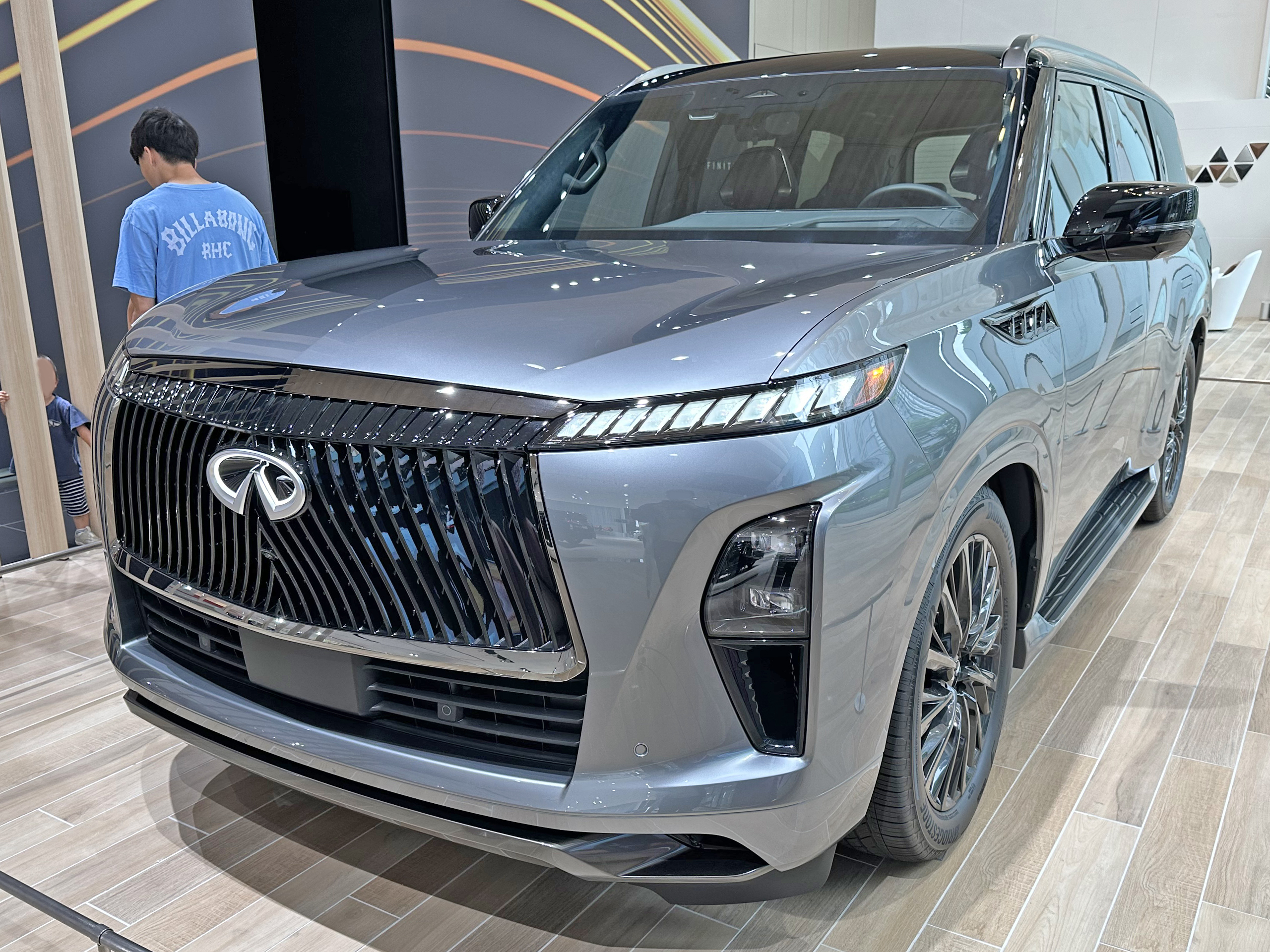
QX80

  - QX55
  - QX60
  - QX80

## Випускались раніше

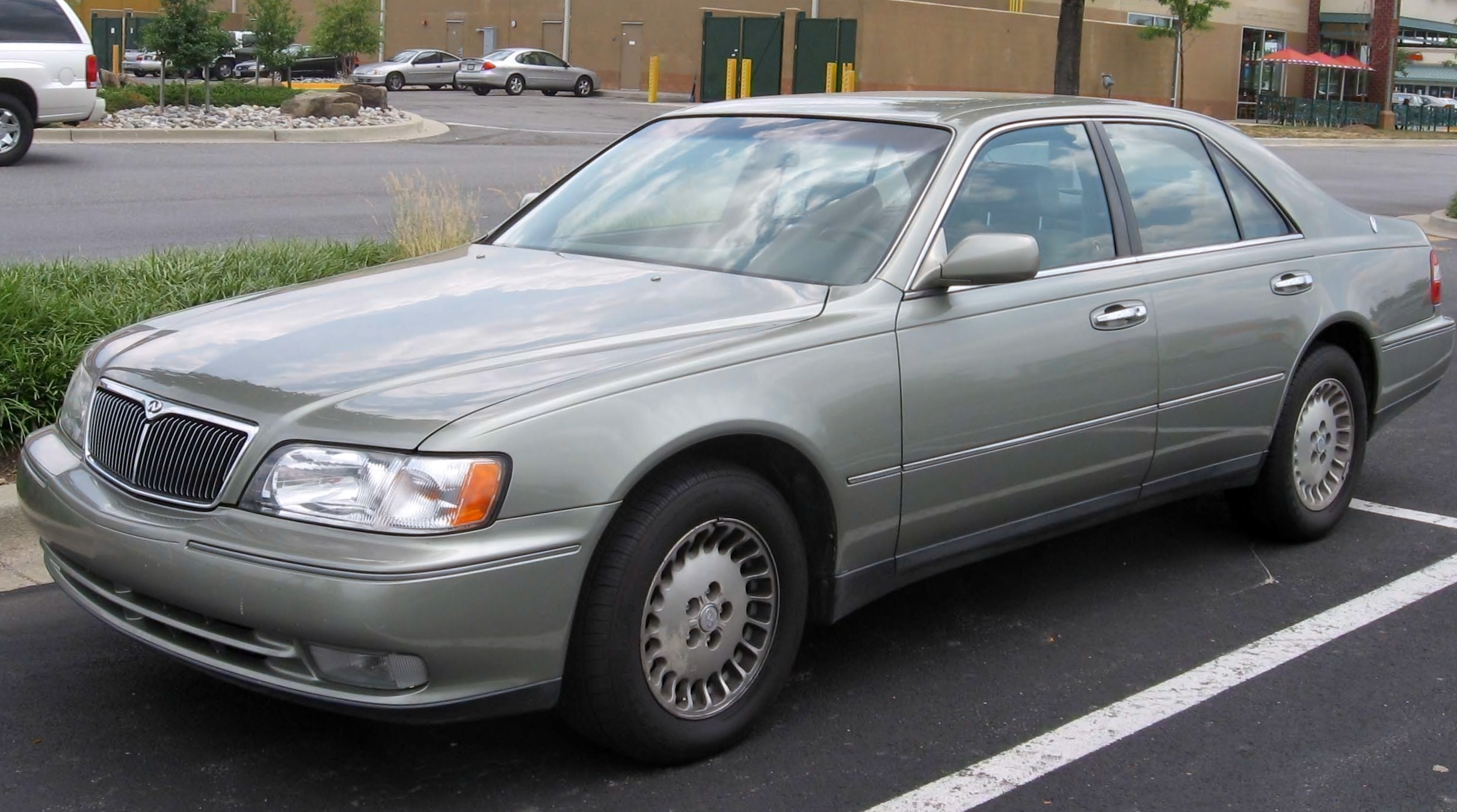
Infiniti Q45

- Infiniti M30 — купе і кабріолет, аналог Nissan Leopard (1989—1994)
- Infiniti M45 — седан, аналог японської Nissan Gloria\Nissan Cedric (2003—2005)
- Infiniti G20 — седан, аналог Nissan Primera
- Infiniti J30 — седан, аналог японської Nissan Leopard (1992—1997)
- Infiniti I (I30, 1996—2001; I35, 2002—2004) — седан, аналог Nissan Cefiro
- Infiniti QX4 — позашляховик, аналог Nissan Pathfinder (1997—2003)
- Infiniti ESQ — люксова версія Nissan Juke для китайського ринку
- Infiniti FX/QX70 — кросовер, аналог Nissan Murano (2002—2019)
- Infiniti G — седан, купе і кабріолет, аналог Nissan Skyline (1990—2016)
- Infiniti Q50 — седан, аналог Nissan Skyline (2013—2024)
- Infiniti Q60 — купе (2016—2022)
- Infiniti Q30/QX30 — хетчбек і крос-хетчбек, аналог Mercedes A-класу/GLA (2016—2019)
- Infiniti M/Q70/Q70L — купе/кабріолет (1990—1992) седан (2002—2019), аналог Nissan Leopard (1990—1992), Nissan Cedric (2002—2005) Nissan Fuga/Cima (2005—2019)

## Infiniti Performance Line
У серпні 2010 року Infiniti представила свою нову продуктивну марку під назвою Infiniti Performance Line, або IPL. 